# 완주 송광사 소조석가여래삼불좌상 및 복장유물
완주 송광사 소조석가여래삼불좌상 및 복장유물(完州 松廣寺 塑造釋迦如來三佛坐像 및 腹藏遺物)은 대한민국 전북특별자치도 완주군 소양면, 송광사에 있는 조선시대의 불상이다. 1997년 8월 8일 대한민국의 보물 제1274호로 지정되었다.

## 개요
신라 경문왕 7년(862) 도의선사가 창건한 송광사에 모셔져 있는 이 삼불좌상은 본존불인 석가불을 중앙에 안치하고, 오른쪽에는 아미타불, 왼쪽에 약사불을 배치하고 있다. 무량사 소조아미타불상(5.4m)과 함께 가장 거대한 소조불상(5m)으로, 신체 각 부분이 비교적 조화를 잘 이루고 있는 작품이다.
장중하고 원만한 얼굴과 두껍게 처리한 옷은 당당한 불상양식에 걸맞는 표현기법을 보여준다. 작은 소라 모양의 머리칼 표현은 강한 인상을 나타내고 있는데 이는 조선 후기 양식이 나타나기 시작한 시대적 특징을 보여주는 것이다.
본존불에서는 삼불의 조성기와『묘법연화경』을 비롯한 불경류, 후령통(喉鈴筒) 등 다수의 복장품이 발견되었다.『조성기』에 의하면 숭정 14년(인조 5년, 1641) 6월 29일 임금과 왕비의 만수무강을 빌고 병자호란으로 청나라에 볼모로 잡혀가 있던 소현세자와 봉림대군의 조속한 환국을 기원하면서 만들었음을 알 수 있다. 또한 명나라와 청나라의 연호를 함께 사용하고 있어 임진왜란과 병자호란을 겪으면서 당시의 극심한 혼란기를 극복하기 위한 국난극복의 의지와 역사의식의 반영과 함께 당시의 문화적 역량을 최대한 발휘하였음을 보여주고 있다.
따라서 이 불상은 만든 연대가 확실하고 역사 의식이 반영된 작품이라는 점에서 귀중한 자료로, 불상과 함께 복장유물 12종 중 불상조성기 3점과 후령통 3점이 보물로 지정되어 있다.

## 현지 안내문
이곳 송광사 대웅전 안에는 석가모니불을 중심으로 그 좌우에 약사여래와 아미타여래가 있다. 각각의 부처가 삼세(三世, 전세·현세·내세)를 상징하는 이 삼세불은 모두 조선 인조 19년(1641년)에 흙으로 빚었다. 법당 안에 있는 좌불상으로는 국내에서 가장 크며, 불상 각 부분이 적절한 조화를 이루고 있어 조선 후기 불상중 우수 작품으로 손꼽힌다. 이 불상은 석가여래의 화현이라 여겨지던 진묵(眞墨) 스님이 점안(點眼)한 것이라고 한다. 불상 복장에서는 병자호란 때 중국 심양에 볼모로 끌려간 두 왕세자의 무사 귀국을 비는 발원문이 나왔다.

## 같이 보기
- 완주 송광사 대웅전 - 보물 제1243호

## 참고 자료
- 완주 송광사 소조석가여래삼불좌상 및 복장유물 - 국가유산청 국가유산포털